# Seznam abatyší Tereziánského ústavu šlechtičen v Praze
Toto je úplný seznam abatyší pražského Tereziánského ústavu šlechtičen na Pražském hradě. První abatyší byla jmenována arcivévodkyně Marie Anna, jako poslední arcivévodkyně Marie Anunciáta.

## Funkce
Všechny představené ústavu byly arcivévodkyněmi habsbursko-lotrinského rodu, ať už z hlavní, uherské, těšínské nebo toskánské větve rodu.
Důvod, proč se abatyše rekrutovaly výlučně z arcivévodkyň arcidomu, spočíval ve snaze panovníků finančně a prestižně zabezpečit početné ženské potomstvo, přičemž ne všechny mladé arcivévodkyně se provdaly. S titulem a úřadem abatyší se pojila vysoká roční renta (20 000 zl.).
V historii ústavu se vyskytla dvě delší období sedisvakance, kdy ústav za neexistující (nejmenovanou) abatyši spravovala čtyřčlenná rada starších sester. Šlo o léta 1809–1836 a 1852–1876. Neobsazené bylo místo abatyše také v letech 1755–1766, kdy byl ústav již formálně zřízen, ale ještě nefungoval. I v průběhu dalších let se vyskytla kratší, někdy několikaletá období, kdy ústav šlechtičen neměl svoji představenou.

## Seznam
Následující seznam je kompletním výčtem abatyší Tereziánského ústavu.
| Od            | Do             | Titul | Příčina ukončení funkce                                        | Portrét | Reference                        |
| ------------- | -------------- | --- | -------------------------------------------------------------- | ------- | -------------------------------- |
| 2. února 1766 | 1789           | Arcivévodkyně Marie Anna (1738–1789), dcera císaře Františka I. Štěpána a Marie Terezie.                                                                     | Úmrtí                                                          |         | [ 1 ] [ 2 ]                      |
| 1791          | 1809           | Arcivévodkyně Marie Anna (1770–1809), dcera císaře Leopolda II. a jeho ženy Marie Ludoviky Španělské.                                                        | Úmrtí                                                          |         | [ 3 ] [ 2 ]                      |
| 7. září 1834  | 27. ledna 1837 | Arcivévodkyně Marie Terezie Izabela (1816–1867), dcera arcivévody Karla Ludvíka Rakouského, vévody těšínského a jeho ženy Jindřišky Nasavsko-Weilburské.     | Sňatek s králem Ferdinandem II. Neapolsko-Sicilským            |         | [ 4 ] [ 2 ]                      |
| 16. září 1839 | 13. února 1842 | Arcivévodkyně Hermína Amálie (1817–1842), dcera arcivévody Josefa Rakouského, palatina uherského a jeho ženy Hermíny Anhaltské.                              | Úmrtí                                                          |         | [ 5 ] [ 2 ]                      |
| 1844          | 1852           | Arcivévodkyně Marie Karolína (1825–1915), dcera arcivévody Karla Ludvíka Rakouského, vévody těšínského a jeho ženy Jindřišky Nasavsko-Weilburské.            | Sňatek s arcivévodou Rainierem Ferdinandem                     |         | [ 6 ] [ 7 ] [ 2 ]                |
| 1875          | 1879           | Arcivévodkyně Marie Kristina (1858–1929), dcera arcivévody Karla Ferdinanda Rakouského, vévody těšínského a jeho ženy arcivévodkyně Alžběty Františky Marie. | Sňatek s králem Alfonsem XII. Španělským                       |         | [ 6 ] [ 8 ] [ 9 ] [ 2 ]          |
| 1881          | 1883           | Arcivévodkyně Marie Antonie, princezna toskánská (1858–1883), dcera Ferdinanda IV. Toskánského a jeho ženy Anny Marie Saské.                                 | Úmrtí                                                          |         | [ 2 ] [ 10 ]                     |
| 1886          | 1893           | Arcivévodkyně Markéta Žofie (1870–1902), dcera arcivévody Karla Ludvíka Rakouského a jeho ženy, princezny Marie Anunciáty Neapolsko-Sicilské.                | Sňatek s vévodou Albrechtem Württemberským                     |         | [ 6 ] [ 11 ] [ 12 ] [ 2 ]        |
| 1893          | 1894           | Arcivévodkyně Karolína Marie (1869–1945), dcera arcivévody Karla Salvátora Rakouského, vévody toskánského a jeho ženy Marie Imakuláty Neapolsko-Sicilské.    | Sňatek s knížetem Augustem Leopoldem Sasko-Kobursko-Gothajským |         | [ 6 ] [ 2 ]                      |
| 1894          | 1. května 1919 | Arcivévodkyně Marie Anunciáta (1876–1961), dcera arcivévody Karla Ludvíka Rakouského a jeho ženy infantky Marie Terezy Portugalské.                          | Poslední abatyše a představená ústavu, instituce byla zrušena  |         | [ 6 ] [ 14 ] [ 15 ] [ 2 ] [ 16 ] |